# Robert Johnson's Tombstone
Robert Johnson's Tombstone è il settimo album in studio del gruppo musicale britannico Thunder, pubblicato nel 2005.

## Descrizione
Thunder iniziarono la "prima fase di registrazione" per il loro ottavo album in studio il 29 novembre 2005, poco prima di intraprendere la seconda tappa europea del tour per il loro settimo album in studio, The Magnificent Seventh!, il 6 dicembre. La produzione ebbe luogo presso i Chapel Studios a South Thoresby, Lincolnshire, Chez Bez e Tackle Out Studios a Londra, e una villa in affitto a Mijas, Malaga, Spagna chiamata "El Relaxo". 

## Promozione
Robert Johnson's Tombstone è stato pubblicato nel Regno Unito dall'etichetta STC Recordings il 30 ottobre 2006.  Ha debuttato al numero 56 della UK Albums Chart,  al numero 6 della UK Rock & Metal Albums Chart,  e al numero 61 della Scottish Albums Chart.  L'album è stato pubblicato in Europa dalla Frontiers Records il 10 novembre, e in Giappone dalla Victor Entertainment il 26 febbraio 2007, con quattro tracce bonus aggiuntive. 
"The Devil Made Me Do It" è stato pubblicato come unico singolo da Tombstone di Robert Johnson il 4 dicembre 2006.  È stata la 18ª e fino ad oggi l'ultima uscita della band a raggiungere la top 40 della UK Singles Chart, raggiungendo la posizione numero 40. Raggiunse anche la posizione numero 2 nella UK Rock & Metal Singles Chart, dietro ai "Knights of Cydonia" dei Muse. L'album è stato promosso in un tour di concerti iniziato nel Regno Unito nel novembre 2006, comprese le date in Europa e in Giappone.

## Tracce
1. Robert Johnson's Tombstone – 4:28
2. Dirty Dream – 4:30
3. A Million Faces – 4:55
4. Don't Wanna Talk About Love – 5:47
5. The Devil Made Me Do It – 4:20
6. Last Man Standing – 6:55
7. My Darkest Hour – 3:27
8. Andy Warhol Said – 5:10
9. What a Beautiful Day – 4:03
10. It's All About You – 4:43
11. Stubborn Kinda Love – 4:22

## Formazione
- Danny Bowes – voce
- Luke Morley – chitarra acustica, chitarra solista, cori, percussioni
- Chris Childs – basso
- Harry James – batteria
- Ben Matthews – chitarra, tastiera